# Dahan-e Gholaman

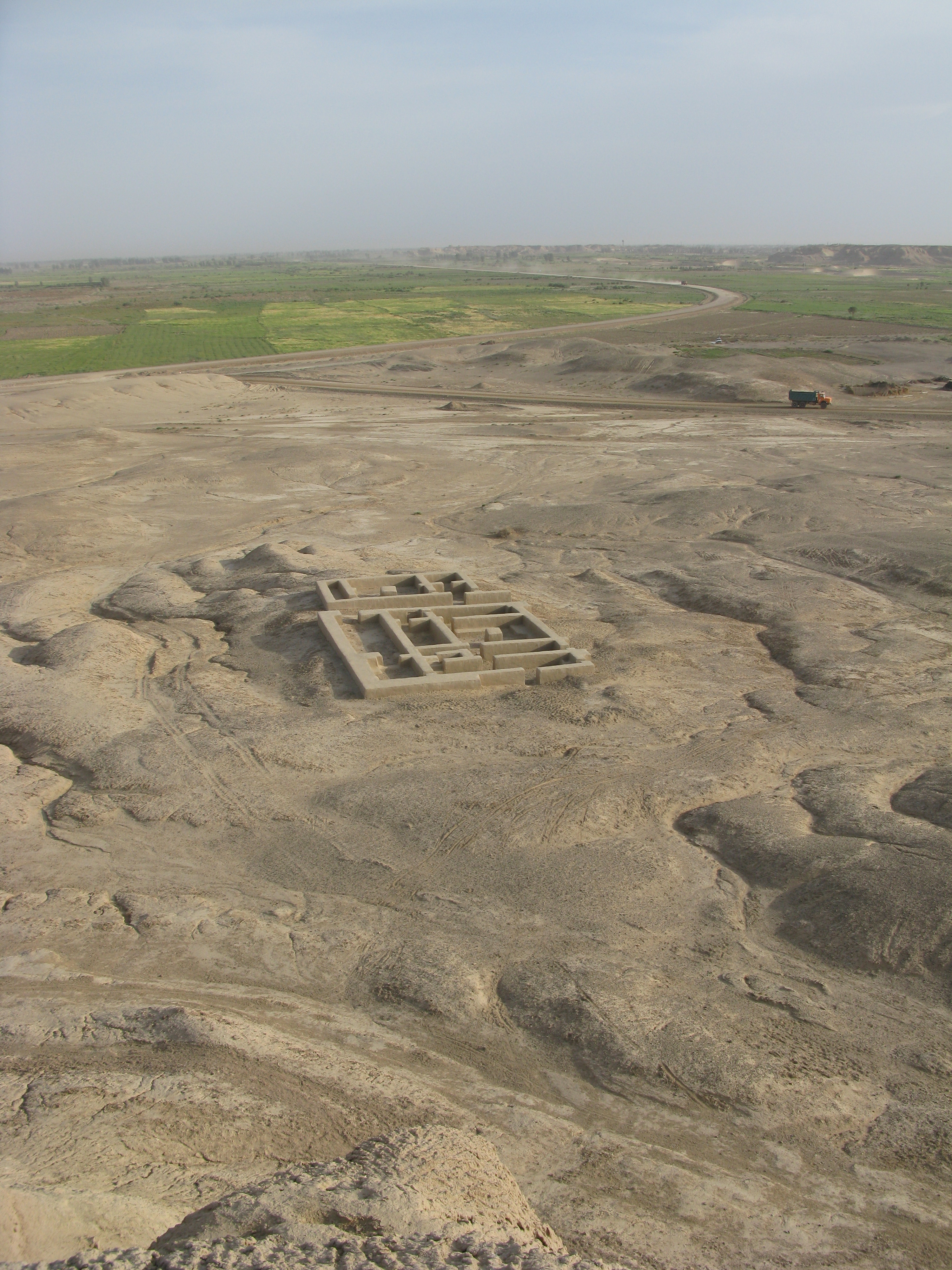
Vista aérea del sitio

Dahan-e Gholaman (Dahan-i Ġulāmān) o Dahaneh-e Gholaman es el nombre moderno de un importante centro y yacimiento arqueológico aqueménida en el este de Irán. Se ha identificado como Zranka/Zarin, la capital de la satrapía de Zranka/Drangiana.

## Geografía
El yacimiento arqueológico conocido como Dahan-e Gholaman o Dahaneh-e Gholaman (“Puerta de los esclavos”) está situado a unos 30 km al sureste de la ciudad moderna de Zabol en una externsión de tierra que separa dos de los embalses modernos de Chah Nimeh, a unos 8,5 km del punto más cercano de la frontera entre Irán-Afganistán.

## Arqueología
Dahan-e Gholaman es el mayor yacimiento aqueménida de todo el este de Irán. Unas 27 estructuras alineadas aproximadamente en una línea recta que va del suroeste al noreste a lo largo del borde norte del yacimiento fueron excavadas por el arqueólogo italiano U. Scerrato en 1962-1965 y por el arqueólogo iraní S. M. S. Sajjadi en 2000-2005. Otras exploraciones geofísicas y de superficie realizadas entre 2007 y 2011 revelaron el contorno de otro edificio monumental situado a 2 km al sur del complejo de edificios del norte. Varias de las estructuras más grandes excavadas o detectadas en Dahan-e Gholaman tienen plantas rectangulares o cuadradas regulares y soportan la comparación con los edificios palaciegos y los salones de audiencias de las residencias reales aqueménidas de Pasargada y Persépolis, así como de Dasht-e Gohar. Una de las estructuras ha sido identificada como un edificio religioso, sus tres altares posiblemente dedicados a los principales dioses persas Ahura Mazda, Anahita y Mitra.

## Identificación e historia
El tamaño del emplazamiento, sin parangón en el este de Irán, y la disposición característica de sus estructuras públicas indican que sirvió como un importante centro administrativo aqueménida.  En consecuencia, Dahan-e Gholaman ha sido identificada como la capital de la provincia aqueménida de Zranka/Drangiana. Como tal, el nombre antiguo del sitio era también probablemente Zranka o, una variación, Zarin. Las características del sitio muestran paralelos a los atestiguados en el reinado de Darío I (522-486 a. C.), lo que coincidiría con el marco temporal general esperado para su construcción.
La ausencia de estratigrafía en el yacimiento sugiere un periodo relativamente corto de habitación urbana, y probablemente no sobrevivió mucho más allá del periodo aqueménida (c. 550-330 a. C.). En particular, si la identificación con la capital de Zranka/Drangiana es correcta, el sitio habría sido visitado por Alejandro Magno durante su persecución del usurpador Bessos y su conquista de la región en el invierno de 330-329 a. C. Tras la decadencia y el abandono de Dahan-e Gholaman, el centro administrativo de la región se trasladó 31 km al noreste, a Nād-i `Alī en lo que hoy es Afganistán, que se llamaba Zaranj (o Zarang) en la Edad Media. Desde entonces, el nombre ha sido transferido, una vez más, a la moderna ciudad de Zaranj en Afganistán, situada a 4,4 km al sur de la medieval Zaranj (Nād-i `Alī) y a 28 km al noreste de la antigua Zranka (Dahan-e Gholaman).